# Archaeonympha urichi
Archaeonympha urichi is een vlindersoort uit de familie van de prachtvlinders (Riodinidae), onderfamilie Riodininae.
Archaeonympha urichi werd in 1994 beschreven door Vane-Wright.